# Ђи Синђе
Ђи Синђе (кин: 季新杰, транскрибовано Ji Xinjie; Јентај, 27. октобар 1997) кинески је пливач чија специјалност су трке слободним стилом на дужим дистанцама. 

## Спортска каријера
Ђи је међународну пливачку каријеру започео на такмичењима светског купа на отвореним водама, а дебитантски наступ на светским првенствима је имао у Будимпешти 2017, где је заузео 25. место у квалификацијама трке на 1500 слободно, а пливао је и у штафети 4×200 слободно која је зуазела 11. место у квалификацијама. 
Током 2018. је остварио неколико запаженијих пливачких успеха. Прво је на Азијским играма у Џакарти освојио 4 медаље, по две сребрне и бронзане, а потом и једну бронзу на Светском првенству у малим базенима у Хангџоуу. 
Други узастопни наступ на светским првенствима у великим базенима је имао у корејском Квангџуу 2019, где се такмичио у четири дисциплине. Најбољи појединачни резултат је остварио у трци на 400 слободно коју је завршио на седмом месту у финалу. У трци на 200 слободно је био десети у полуфиналу, док је такмичење у дисицплини 1500 слободно завршио на 21. месту у квалификацијама. Кинеска штафета на 4×200 слободно, за коју је Ђи пливао заједно са Вангом, Сјуом и Суеном, заузела је шесто место у финалу, изједначивши дотадашњи национални рекорд у тој дисциплини.